# Jan Pachl (lékař)
Jan Pachl (* 16. června 1949, Zlín) je český lékař–intenzivista a algeziolog a vysokoškolský pedagog. 
Jeho synem je scenárista a režisér Jan Pachl, manželkou je sochařka a malířka Magdalena Pachlová.

## Biografie
Jan Pachl se narodil v roce 1949 ve Zlíně, jeho otcem byl středoškolský učitel němčiny a tělocviku, jeho strýcem byl odbojář Antonín Pachl. V mládí se věnoval závodnímu plavání, tomu se věnovala i jeho sestra Hana Pachlová, která v roce 1971 emigrovala na závodech do Švýcarska, v roce 1968 emigroval do Velké Británie i jeho bratr. Po promoci na Lékařské fakultě v Brně nastoupil do nemocnice v Uherském Hradišti, v roce 1977 pak přešel na Kliniku anesteziologie a resuscitace Fakulty dětského lékařství v Motolské nemocnici, tam se věnoval primárně dětské intenzivní medicíně. Patřil mezi řešitele problémů s Reyovým syndromem. V letech 1989–1996 působil jako přednosta, mezi lety 1990 a 1996 a byl vedoucím katedry Anesteziologie a resuscitace. V letech 1996–2016 byl přednostou Kliniky anesteziologicko-resuscitační 3. lékařské fakulty UK v Praze a Fakultní nemocnice Královské Vinohrady, tam otevřel také oddělení lůžkové péče.
Působil jako předseda etické komise FNKV, byl členem ČSARIM, redakční rady Lékařských listů a ASPNIC.